# Доклад Леопольда

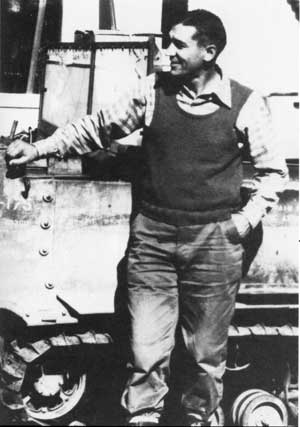
Доклад Леопольда по большей части был написан и подготовлен зоологом и защитником природы Альдо Старкером Леопольдом

Доклад Леопольда, официально «Управление дикой природой в национальных парках» (англ. Wildlife Management in the National Parks) — документ, состоящий из ряда рекомендаций по управлению экосистемой, которые в 1963 году Специальный консультативный совет по управлению дикой природой представил министру внутренних дел США Стюарту Юдаллу. Отчёт получил неофициальное название по фамилии председателя совета и основного автора Альдо Старкера Леопольда и позже сыграл важную роль при доработке правил по сохранению окружающей среды.
После нескольких лет общественной полемики вокруг принудительного сокращения популяции оленей вапити в Йеллоустонском национальном парке Стюарт Юдалл назначил консультативный совет, чтобы собрать научные данные об управлении дикой природой национальных парков. Было отмечено, что программы выбраковки животных в других национальных парках оказались неэффективными, и рекомендовано изменить управление популяциями вапити Йеллоустона. С точки зрения целей и методов управления парковой дикой природой в докладе предлагается обеспечивать не только защиту популяций диких животных, но и их регулирование, чтобы предотвратить деградацию среды обитания. Касательно борьбы с хищниками, экологии пожара и других вопросов выдвигается идея, что Службе национальных парков (СНП) следует нанимать учёных для управления парками с применением современных научных исследований.
Доклад Леопольда стал первым конкретным планом по управлению посещаемостью парков и экосистемами в соответствии с едиными принципами. Его перепечатывали в нескольких изданиях страны, многие рекомендации из документа вошли в официальные правила СНП. Доклад примечателен тем, что в нём предполагается, что управление парками преследует фундаментальную цель отразить «первозданный вид, разумную иллюзию первозданной Америки», между тем его критиковали за идеализм и ограниченный охват.

## Предыстория
1 марта 1872 года Конгресс США учредил Йеллоустонский национальный парк. Он стал первым национальным парком в стране и быстро обрёл популярность у туристов. Первое время национальные парки находились под надзором различных ведомств, им недоставало бюрократического обеспечения. В 1916 году президент Вудро Вильсон подписал законопроект о создании Службы национальных парков, наделив её полномочиями «сохранять пейзажи, природные и исторические объекты, а также дикую природу в них и обеспечивать их использование таким образом и такими средствами, которые оставят их нетронутыми для удовольствия будущих поколений». Перед СНП были поставлены задачи и по сохранению окружающей среды, и по развитию туризма. Эти противоречащие друг другу цели привели к разногласиям во время возрождения природоохранного движения в 1940—1950-х годах.
В 1910—1920-х годах руководители СНП заинтересовались привлечением большего числа посетителей в Йеллоустон. Заметной достопримечательностью парка считались вапити и антилопы, поэтому предпринималась попытка увеличить их численность при помощи зимних кормёжек и борьбы с хищниками. Усилия увенчались успехом, численность лосей значительно возросла, но в ущерб другим видам диких животных, таким как толстороги. Несмотря на то что охотники время от времени отстреливали лосей, эти животные по-прежнему представляли проблему для экосистемы, в основном из-за перевыпаса. В 1961 году смотрители парка попытались решить это тем, что убили примерно 4300 лосей. Столь агрессивные действия по сокращению популяции вызвали широкий общественный резонанс. Репортажи об отстрелах в газетах и на телевидении привели к массовому недовольству граждан и слушаниям в Конгрессе. Международная ассоциация охотников и рыболовов выразила протест против «уничтожения лосей наёмными убийцами», а не охотниками. Школьники со всей страны вдохновлялись писать письма с осуждением. Под давлением общественности СНП объявила, что прекратит убивать лосей.

## Создание консультативного совета
Скандал вокруг сокращения численности вапити в Йеллоустоне ухудшил репутацию СНП и её методов управления популяциями диких животных в национальных парках. В ответ на данную ситуацию, которая описывалась как «кризис связей с общественностью», в 1962 году министр внутренних дел Стюарт Юдалл созвал Специальный консультативный совет по управлению дикой природой, чтобы провести тщательные исследования. В качестве целей совета планировалось собрать научные данные и изучить необходимость в контроле популяций диких животных. Председателем совета был назначен Альдо Старкер Леопольд — зоолог, профессор экологии, помощник ректора Калифорнийского университета в Беркли и старший сын известного эколога Альдо Леопольда. В состав совета вошли и другие значимые учёные и защитники окружающей среды: Стэнли Адэр Кейн, профессор департамента охраны природы Мичиганского университета; Айра Ноэл Габриэлсон, президент Института управления дикой природой и бывший сотрудник Службы охраны рыбных ресурсов и диких животных США; Томас Ллойд Кимбалл, исполнительный директор Национальной федерации дикой природы; Кларенс Коттем, директор Фонда дикой природы Уэлдера и бывший помощник директора Службы охраны рыбных ресурсов и диких животных.
Создание консультативного совета имело историческое значение, поскольку стало первым случаем, когда стороннюю группу людей попросили оценить программы по охране дикой природы в рамках СНП. Доклад был опубликован 4 марта 1963 года под названием «Управление дикой природой в национальных парках», однако он стал широко известен как Доклад Леопольда. Тем временем Национальная академия наук США сформировала другой консультативный совет, чтобы составить документ, который получил название «Доклад консультативного комитета Службе национальных парков об исследованиях». Он был выпущен 1 августа 1963 года и стал более известен как Доклад Роббинса, по фамилии основного автора — биолога Уильяма Джейкоба Роббинса.